# Habous
Le habous (en arabe : الحبوس) est une institution du droit musulman d'après laquelle le propriétaire du bien le rend inaliénable pour en affecter la jouissance au profit d'une œuvre pieuse ou d'utilité générale, immédiatement ou à l'extinction de dévolutaires intermédiaires qu'il désigne.
Le habous peut être un bien mobilier ou immobilier, il peut s'agir d'une récolte, ou d'un débit horaire de l'eau d'une source, etc.
Les habous peuvent être classifiés en trois types : publics, privés ou mixtes. Le terme "habous" est essentiellement utilisé dans le Maghreb et est synonyme du waqf dans le Machrek, ou le Moyen-Orient).

## Origine
On raconte dans un hadîth qu'Omar ibn al-Khattâb aurait demandé au prophète Mahomet ce qu'il pouvait faire de sa terre pour être agréable à Allah. Le prophète lui aurait répondu ceci: « Immobilise la de façon à ce qu'elle ne puisse être ni vendue, ni donnée, ni transmise en héritage et distribues-en les revenus aux pauvres ». Omar suivit ce conseil et déclara que la terre dont il s'agit ne pourrait faire l'objet, à l'avenir, ni d'une vente ni d'une donation. Elle ne pourrait pas être transmise non plus en héritage et que ses revenus seraient employés à secourir les pauvres, les voyageurs et les hôtes.

## Habous privés
Également appelés waqf, ou « biens de main-morte », ils désignent un bien foncier ou immobilier couvert par les habous et inaliénable : il ne peut être vendu ou échangé. Le fondateur bénéficie de l'usufruit du bien durant sa vie. À sa mort, son pouvoir économique est conservé intact au sein du groupe familial auquel il appartient. Lorsque la lignée des bénéficiaires vient à s'éteindre, le bien est affecté à des œuvres charitables ou pieuses que le fondateur a toujours pris soin de désigner dans l'acte constitutif. Le bien entre ainsi dans la catégorie des habous publics. Le but d'immobiliser le statut juridique d'un bien est de pérenniser le capital au sein du groupe familial et donc la hiérarchie sociale de la famille.

## Habous publics
Il s'agit d'établissements publics et d'œuvres d'intérêt général dotés de revenus importants. Ce sont souvent des établissements de santé ou d'éducation à caractère religieux. Ces établissements proviennent des habous privés. Ils sont gérés par l'administration des habous.
Ces biens habous constituaient un enjeu de pouvoir en situation coloniale. Ainsi, en Algérie, les autorités coloniales françaises considérèrent que leur position les autorisait à confisquer ou « administrer » ces biens habous. De ce fait, les lieux de cultes et leurs desservants se trouvèrent dans leur dépendance. Cela ne fut pas sans conséquence sur le patrimoine religieux du pays : « entre 1830 et 1862, les trois quarts des lieux de culte (mosquées, tombeaux de saints musulmans, cimetières) de l'Algérois disparurent, faute de fonds pour les entretenir ».
Hervé Bleuchot, anthropologue et spécialiste du droit musulman, souligne par ailleurs la grande disparité des cas en fonction des lieux et des situations.

## Habous mixtes
Il s'agit d'un statut intermédiaire entre les habous publics et les habous privés. Lors de la constitution en habous, les descendants sont chargés de la gestion du bien d'intérêt général.